# Matt Vogel
Matthew Haynes „Matt” Vogel (ur. 3 czerwca 1957 w Fort Wayne), amerykański pływak. Dwukrotny złoty medalista olimpijski z Montrealu.
Specjalizował się w stylu motylkowym. Indywidualnie triumfował na dystansie 100 metrów motylkiem. Po drugie złoto sięgnął w sztafecie w stylu zmiennym (rekord świata), obok niego płynęli: John Naber, John Hencken, Jim Montgomery. Był mistrzem NCAA.
W 1996 został przyjęty do International Swimming Hall of Fame.